# 文自路
文自路（Wenzih Rd.）為高雄市左營區的南北向道路，起端為博愛三路，末端為博愛四路，是市區主要幹道博愛三路及自由三路的替代道路。

## 行經行政區域
- 左營區

## 沿線設施
（由南至北）
- 星巴克高雄博愛門市
- 微笑公園
- 7-ELEVEN德昌門市
- 常春藤教育機構崇德分校
- 高雄市私立羅曼頓幼兒園
- 全家便利商店高雄孟文店
- 文自重立停車場
- 7-ELEVEN重化門市
- 國道10號文自路匝道
- 萊爾富左營典愛店
- 全家便利商店高雄重愛門市
- 新高橋藥局重愛店
- 全家便利商店文自店

## 相關連結
- 高雄市主要道路列表